# Festuca subuliflora
Festuca subuliflora är en gräsart som beskrevs av Frank Lamson Scribner. Festuca subuliflora ingår i släktet svinglar, och familjen gräs. Inga underarter finns listade i Catalogue of Life.